# منتجع توجال
منتجع توجال هو منطقة ترفيهية شعبية لسكان طهران والذي يُعَد من اقرب منتجعات التزلج في إيران مسافةً من العاصمة طهران واكثرها ازدحاماُ. ويقع في منطقة شميرانات على بعد 5 كم عن ساحة تجريش بشمال شرق طهران.
يتكون منتجع توجال من 3 منتجعات منفصلة، منتجع القمة ومنتجع السفح الغربي ومنتجع المحطة السابعة إلى المحطة الخامسة. ويصل الارتفاع في أعلى قممه إلى 3750 متراً وتميّزها الثلوج الكثيفة ذات نوعية جيدة لتسلق الجبل في منتجع توجال.

## الأهمية
يُعَد منتجع توجال اقرب منتجعات إيران للتزلج من العاصمة الإيرانية طهران واكثرها اكتضاضاً للسياح الذين يعشقون الشتاء ونشاطاته الترفيهية المليئة بالهدوء والروعة حيث يُرَحَب بهم في موسم طويل أي منذ اوائل نوفمبر إلى اواسط مايو.

## امكانات المنتجع
يحتوي هذا المنتجع على خمس محطات مزوّدة بالمصاعد المعلّقة (التلفريك) تنقل السوّاح بين سلسلة جبال البرز بحيث يمکن التمتع بمشاهدة طهران الحديثة بعماراتها الشاهقة، وكذلك يطل التلفريك على مناظر جميلة للمدينة ويعطي مناظر بديعة لطبيعة المنطقة بالإضافة إلى توفير النشاطات الترفيهية الأخرى التي تخلق اوقات لا تنسى (منها زيب لاين والتنس والرماية وبينت بال)، کما یتم تقديم  خدمات خاصة بتعليم التزلج وشراء أو إستئجار المعدات والملابس.

## محطات التلفريك
يوجد في منتجع توجال تلفريك “توتشال“. والذي يُعتبَر أطول تلفريك بالعالم ويمتد لمسافة أقصاها قد تبلغ 7.5 كيلومتر. المحطة الأولى لتلفريك “توتشال”‌ تقع على ارتفاع 1900 متر، لهذا الخط سبع محطات، آخرها تقع علي ارتفاع 3740 كيلومتر عن مستوى سطح البحر. ويستعمل أغلب المتزلجين على الثلج هذا التلفريك على اعتبار أن مكان التزلج يقع في المحطة السابعة له، يبدأ الانحدار من سفح “توتشال”‌ من على ارتفاع 3850 متر وينتهي عند فندق “توتشال”‌ والذي عادةً ما يكون مُضيفاً لمتسلقي الجبال والمتزلجين على الثلج، وبسبب هذا الارتفاع للمنحدر فإن الثلج يغطيه طيلة فترة 8 أشهر من السنة.

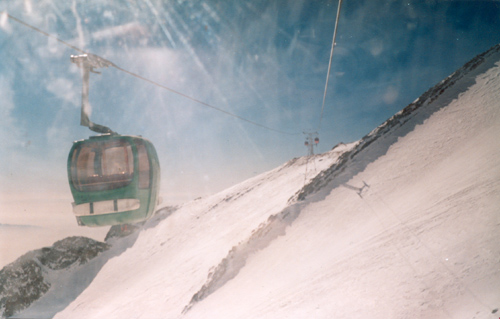
منتجع توجال، حيث عربات التلفريك

## التزلج
يُعتبَر التزلج في قمة توجال شمال طهران، من أكثر الرياضات التي تجذب أهالي المدينة في فصل الشتاء، حيث يوفر المكان طبيعة جميلة وفرصة للتواصل. ويمتد الطريق إلى توجال لأكثر من 7 كيلومترات يقطعها المسافر عبر محطة التلفريك، لتنقلب الصورة تدريجياً، نحو ساحة التزلج في أعالي الجبال، نحو امتداد سلسلة جبال البرز، ويحدثك الثلج عن صموده أمام الشمس حتى في أوائل الصيف.